# Vandalario
Vandalario fue un caudillo ostrogodo.

## Vida
Según menciona Jordanes, en su obra De origine actibusque Getarum, Vandalario sometió a los vándalos y fue hijo de Vinitario, conquistador de los Vénetos del Vístula. Existe entre los estudiosos la posición de hacer corresponder que Vandalario fuera Viderico y Vinitario fuera Vitimiro; sin embargo, aunque es posible establecer esta correspondencia con Vitimiro, en el caso de Viderico no lo es, ya que la última mención es siendo un niño en un momento anterior al cruce del Danubio en 376, por lo que un niño que muriera con alrededor de diez años de edad no se le puede suponer abuelo de Teodorico el Grande.
El hecho de identidicar Vandalario con Viderico, indica que abandonó al grueso de los greutungos y vivió como federado en Panonia a finales del siglo IV, algo que no consta en ningún sitio mientras sí consta el gobierno de dos duces, que serían Alateo y Sáfrax.
En Jordanes aparece un Viderico, hijo de Beremundo, que fue con los visigodos a la Galia en el año 427 en un hipotético intento de presentarlo como rey. Y en el año 439 se tiene constancia de un Viderico apoyando a los romanos frente al rey visigodo Teodorico I. Por tanto, mientras que sea posible establecer que ambos homónimos eran la misma persona, sería el padre de Eutarico; en cambio no es posible establecer una correspondencia con un rey greutungo que el año 376 habría desaparecido durante medio siglo y que tendría dos padres, Vinitario y Beremundo, ambos citados por el mismo Jordanes.